# Лазаренко Павло Іванович
Павло Іванович Лазаре́нко (нар. 23 січня 1953, с. Карпівка, Криворізький район, Дніпропетровська область, Українська РСР, СРСР) — український посадовець, 5-й прем'єр-міністр України з 28 травня 1996 року по 18 червня 1997 року.
Головний фігурант кримінальної Справи Лазаренка. 2004 року міжнародна організація Трансперенсі Інтернешнл включила Лазаренка до десятки найкорумпованіших державних діячів світу.

## Родина
Народився в селянській родині. Батько — Іван Трифонович — народився в селі Гнідин (Бориспільського району на Київщині) у 1926 році. Того ж року разом з батьками переїхав на Південь України.
Дід Трифон був садівником. У 1932 році разом із сім'єю перебрався в село Карпівку (передмістя Кривого Рогу поблизу житломасиву Інгулець), де заклав 34-гектарний сад. У 1944 році пішов на фронт і не повернувся.
Батько, Іван Трифонович, також садівник (насадив у Карпівці сад площею 560 га). У 28 років очолив у Карпівці колгосп, згодом був головою колгоспу у сусідньому селі Олександрія. Був членом Компартії з 1956 року.
Павло Лазаренко має двох братів — старшого Миколу і молодшого Івана:
- Микола Лазаренко очолював сільраду в рідному селі батька — Гнідині (1975—1986), тепер[коли?] працює на Інгулецькому гірничо-збагачувальному комбінаті.
- Іван Лазаренко очолював одне зі сільськогосподарських підприємств Новомосковського району Дніпропетровської області, в 2006 році обраний заступником голови Дніпропетровської обласної ради.

## Кар'єра
У 1970 році Павло Лазаренко працював водієм в колгоспі «Зоря комунізму» Широківського району Дніпропетровської області.
З травня 1971 по червень 1973 року проходив строкову військову службу в лавах Радянської армії, на кордоні з Афганістаном.
Після демобілізації навчався на агрономічному факультеті Дніпропетровського сільськогосподарського інституту, який закінчив з відзнакою у 1978 році, здобувши спеціальність «вчений-агроном».
З 1978 по 1983 рік працював у колгоспі імені Калініна Новомосковського району Дніпропетровської області на посадах агронома-організатора, головного-агронома, а з 1979 по 1983 рік — головою правління колгоспу (обраний у 26-річному віці).
На початку 1984 року Лазаренка призначено начальником управління сільського господарства Царичанського райвиконкому.
З 1985 по 1987 рік працював у Царичанському райкомі КПУ.
З 1987 по 1990 рік — у Дніпропетровському обкомі КПУ, обіймав посади пов'язані з сільськогосподарським виробництвом і харчовою промисловістю.
У лютому 1990 року обраний головою ради агропромислового комплексу Дніпропетровської області.
У серпні 1991 року обраний першим заступником голови виконкому Дніпропетровської обласної ради. Окрім того його було призначено начальником обласного управління сільського господарства.
У березні 1992 року президент Леонід Кравчук призначив Лазаренка представником Президента України в Дніпропетровській області. Кандидатуру Лазаренка висунула рада конференції трудового колективу Дніпропетровського державного аграрного університету, і її рішення підтримали понад 200 трудових колективів. Леонід Кучма в цей період пропонував іншу кандидатуру — Валерія Пустовойтенка. На цій посаді Лазаренко пропрацював до 1994 року, після чого очолив обласну раду.
Держ. службовець 1-го рангу (IV.1994).
19 липня 1995 року очолив Дніпропетровську обласну державну адміністрацію.
5 вересня 1995 року за поданням прем'єр-міністра України Євгена Марчука Президент України Леонід Кучма призначив Павла Лазаренка першим віце-прем'єр-міністром.
28 травня 1996 року Президент України Леонід Кучма, в межах повноважень передбачених чинним тоді Конституційним Договором, затвердив Лазаренка прем'єр-міністром України.
10 липня 1996 року Павло Лазаренко затверджений Верховною Радою прем'єр-міністром України.
2 липня 1997 року звільнено з поста голови уряду.
1998 року став народним депутатом і очолив депутатську фракцію «Громада».
Доктор економічних наук (1997). Кандидат сільськогосподарських наук.

## Кримінальне переслідування та вигнання

### Переслідування в Україні
Перебуваючи на посаді першого віце-прем'єра організував через комерційну компанію постачання газу та нафтопродуктів до Дніпропетровської області, а з 1996 — до України в цілому. Державна ліцензія на постачання газу була надана приватній компанії ЄЕСУ Юлії Тимошенко, яка стала партнером по бізнесу Павла Лазаренка. Надприбутки формувались шляхом завищення ціни газу для українських споживачів. Гроші виводились через турецьку компанію United Energy International Limited (
UEIL), яка була дочірньою компанією ЄЕСУ, та, можливо, ще декілька закордонних компаній, що дозволяло розподілити прибутки серед енергетичних олігархів.
14 вересня 1998 року Генеральна прокуратура України порушила кримінальну справу проти П. Лазаренка за розкрадання державного майна в особливо великих розмірах. Правосуддя Швейцарії засудило П. Лазаренка до ув'язнення за відмивання грошей у банках Швейцарії.
17 лютого 1999 року Верховна Рада України ухвалила рішення про зняття депутатської недоторканності з П. Лазаренка. За тиждень перед цим він виїхав з України. Перебував в ув'язненні під слідством у США, а також під слідством в Україні.
Працюючи на чолі уряду, звинувачувався опозиційною пресою в монополізації газового ринку України та злочинній корупції. Вважався лідером так званого дніпропетровського клану.

Згідно з рейтингом найбільших корупціонерів світу, складеному у 2008 р. Всесвітнім банком по спільній програмі з ООН «Повернення викрадених активів», Павло Лазаренко увійшов до десятки найкорумпованіших державних діячів світу.

### Переслідування в США
Судовий процес проходив у Сан-Франциско, оскільки в Каліфорнії родина Лазаренка володіє ранчо. 25 серпня 2006 року його було засуджено до 97 місяців тюремного ув'язнення і штрафу в 10 млн доларів за відмивання грошей та інші злочини. Понад п'ять років Лазаренко провів під домашнім арештом у власній квартирі в Сан-Франциско. Потім, як повідомляли українські ЗМІ з посиланням на бюро в'язниць США, термін утримання Лазаренка під вартою був скорочений на 7 місяців — до 1 листопада 2012 року. В результаті рішення судді сума доведених фінансових зловживань скоротилася до 4,5-5 млн доларів.
Після домашнього арешту значну частину покарання Лазаренко відбував у федеральній тюрмі Federal Correctional Institution міста Дублін (Каліфорнія). А за рік до визволення Павла Лазаренка перевели до в'язниці Federal Correctional Institution в місті Термінал Айленд поблизу Лос-Анжелеса.
1 листопада 2012 року Павло Лазаренко був звільнений.
6 липня 2016 року оглядач The New York Times Леслі Вейн повідомив, що Павло Лазаренко проживає із своєю другою дружиною і трьома дітьми в окрузі Марін поблизу Сан-Франциско (США).

## Нагороди
- Орден князя Ярослава Мудрого V ст. (28 грудня 1995) — за видатні заслуги перед українською державою в галузі державного будівництва, значний особистий внесок у соціально-економічний і культурний розвиток Дніпропетровського регіону[14]

## Монографії
- «Эколого-биологические основы сельськохозяйственного районирования территорий (на примере Днепропетровской области)» (1995)
- «Севооборот и функционирование агроценоза» (1996)
- «Экономическая и социальная направленность арендной модели хозяйствования» (1996, співавтор)
- «Научные основы реформирования аграрного производства при переходе к рынку» (1996, співавтор, редактор)
- «Україна — останній шанс: Стратегія національного порятунку» (1998).